# Ophidiidae
De Ophidiidae (Nederlands: naaldvissen) zijn een familie van zeevissen uit de orde van naaldvisachtigen (Ophidiiformes). De naam komt uit het Oudgrieks, waarin ὄφις, ophis slang betekent en verwijst naar hun slangachtige uiterlijk. Ze worden onderscheiden van de Palingachtigen door hun buikvinnen die zijn ontwikkeld tot een gevorkt baarddraadachtig orgaan onder de bek. De vissen worden aangetroffen in gematigde en tropische oceanen over de gehele wereld. De grootste soort, Lamprogrammus shcherbachevi, wordt twee meter lang, maar de meeste soorten zijn kleiner dan een meter.
Op enkele soorten, waaronder de Roze koningsklip (Genypterus blacodes), wordt commercieel gevist.

## Onderfamilies en geslachten
- Onderfamilie Brotulinae
  - Brotula T. N. Gill, 1861
- Onderfamilie Brotulotaeniinae
  - Brotulotaenia A. E. Parr, 1933
- Onderfamilie Neobythitinae
  - Abyssobrotula J. G. Nielsen, 1977
  - Acanthonus Günther, 1878
  - Alcockia Goode & T. H. Bean, 1896
  - Apagesoma H. J. Carter, 1983
  - Barathrites Zugmayer, 1911
  - Barathrodemus Goode & T. H. Bean, 1883
  - Bassogigas Goode & T. H. Bean, 1896
  - Bassozetus T. N. Gill, 1883
  - Bathyonus Goode & T. H. Bean, 1885
  - Benthocometes Goode & T. H. Bean, 1896
  - Dannevigia Whitley, 1941
  - Dicrolene Goode & T. H. Bean, 1883
  - Enchelybrotula H. M. Smith & Radcliffe, 1913
  - Epetriodus Cohen & J. G. Nielsen, 1978
  - Eretmichthys Garman, 1899
  - Glyptophidium Alcock, 1889
  - Holcomycteronus Garman, 1899
  - Homostolus H. M. Smith & Radcliffe, 1913
  - Hoplobrotula T. N. Gill, 1863
  - Hypopleuron H. M. Smith & Radcliffe, 1913
  - Lamprogrammus Alcock, 1891
  - Leptobrotula J. G. Nielsen, 1986
  - Leucicorus Garman, 1899
  - Luciobrotula H. M. Smith & Radcliffe, 1913
  - Mastigopterus H. M. Smith & Radcliffe, 1913
  - Monomitopus Alcock, 1890
  - Neobythites Goode & T. H. Bean, 1885
  - Neobythitoides J. G. Nielsen & Machida, 2006
  - Penopus Goode & T. H. Bean, 1896
  - Petrotyx Heller & Snodgrass, 1903
  - Porogadus Goode & T. H. Bean, 1885
  - Pycnocraspedum Alcock, 1889
  - Selachophidium Gilchrist, 1903
  - Sirembo Bleeker, 1857
  - Spectrunculus D. S. Jordan & W. F. Thompson, 1914
  - Spottobrotula Cohen & J. G. Nielsen, 1978
  - Tauredophidium Alcock, 1890
  - Typhlonus Günther, 1878
  - Ventichthys J. G. Nielsen, Møller & Segonzac, 2006
  - Xyelacyba Cohen, 1961
- Onderfamilie Ophidiinae
  - Cherublemma Trotter, 1926
  - Chilara D. S. Jordan & Evermann, 
  - Genypterus Philippi {Krumweide}, 1857
  - Lepophidium T. N. Gill, 1895
  - Ophidion Linnaeus, 1758
  - Otophidium T. N. Gill, 1885
  - Parophidion Tortonese, 1954
  - Raneya C. R. Robins, 1961